# Chang Myon
Chang Myon (장면, 張勉; 28 agosto 1899 – 4 giugno 1966) è stato un politico e educatore sudcoreano.

## Biografia
Secondo e settimo primo ministro (1950 - 1952, 1960 - 1961) e vicepresidente della Corea del Sud (1956 - 1960), il suo nome cattolico è Johannes.